# Hötorget (stacja metra)

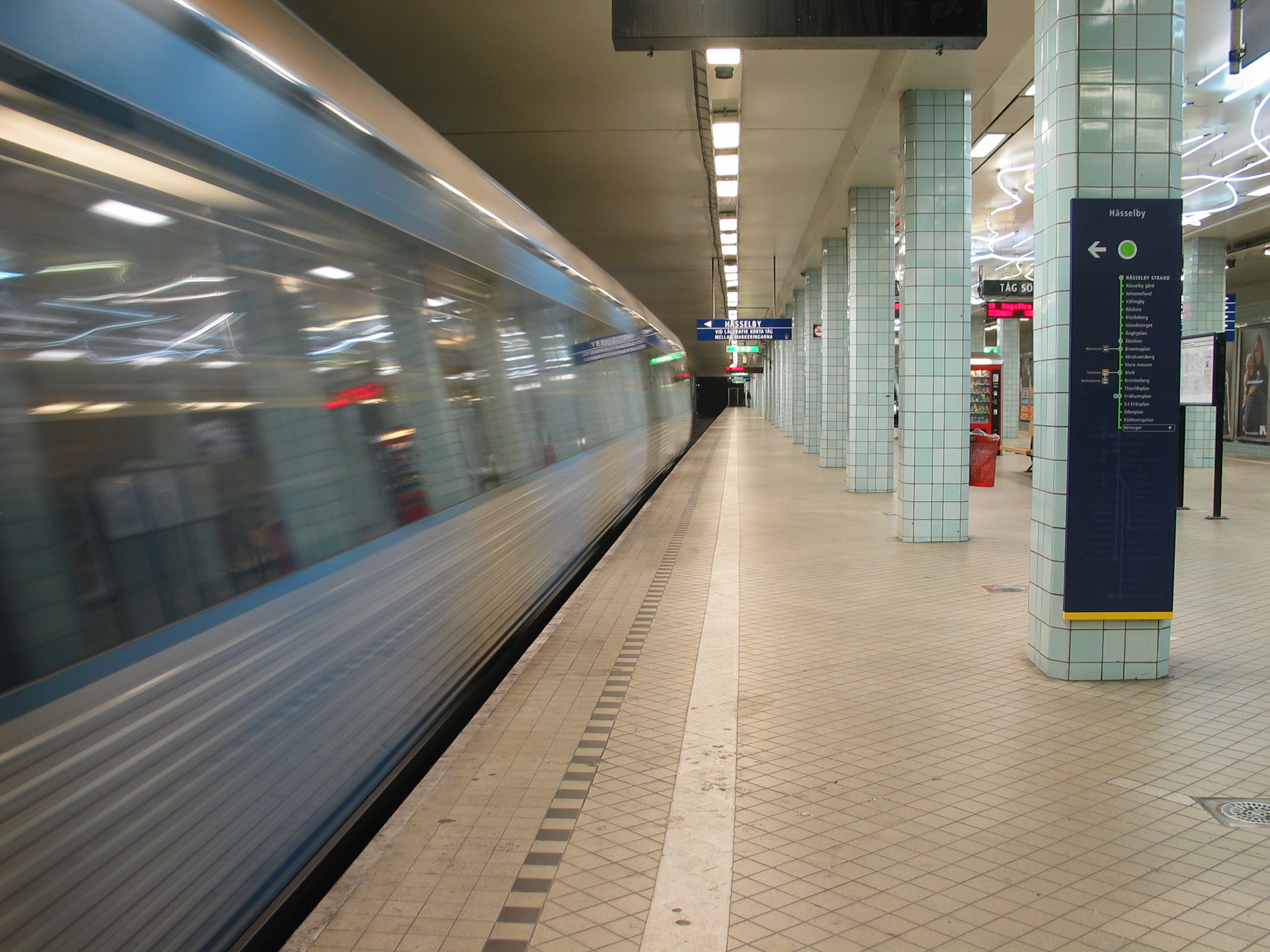
Peron

Hötorget – podziemna stacja sztokholmskiego metra, leży w Sztokholmie, w Innerstaden, w dzielnicy Norrmalm, w części Norrmalm, przy placu Hötorget. Na zielonej linii metra (T19, T17 i T18), między Rådmansgatan a T-Centralen. Dziennie korzysta z niej około 33 000 osób.
Stacja znajduje się dokładnie pod Sveavägen, przecinają ją Kungsgatan oraz skrzyżowanie Oxtorgsgatan z Gamla Brogatan. Posiada trzy hale biletowe. Północna zlokalizowana jest przy Tunnelgatan 5 róg Sveavägen 29, środkowa przy Kungsgatan 38-41 i północna przy Sveavägen 18. 
Została otworzona 26 października 1952 (oddano wówczas do użytku odcinek Hötorget–Vällingby), początkowo stacja nosiła nazwę Kungsgatan. Sformułowanie to nie było precyzyjne bowiem Kungsgatan ma 1 600 m długości, nazwę na obecną zmieniono 24 listopada 1957, posiada jeden peron.

## Sztuka
- Białe neony na suficie stacji, Gun Gordillo, 1998[3]

## Czas przejazdu
| Linia | Stacja          | Czas przejazdu | Stacja                         | Czas przejazdu    |
| T17   | Åkeshov         | 19 min         | T-Centralen Gamla stan Slussen | 2 min 3 min 5 min |
| T17   | Skarpnäck       | 21 min         | T-Centralen Gamla stan Slussen | 2 min 3 min 5 min |
| T18   | Alvik           | 12 min         | T-Centralen Gamla stan Slussen | 2 min 3 min 5 min |
| T18   | Farsta strand   | 26 min         | T-Centralen Gamla stan Slussen | 2 min 3 min 5 min |
| T19   | Hässelby strand | 31 min         | T-Centralen Gamla stan Slussen | 2 min 3 min 5 min |
| T19   | Hagsätra        | 25 min         | T-Centralen Gamla stan Slussen | 2 min 3 min 5 min |

## Otoczenie
W otoczeniu stacji znajdują się:
- Konserthuset
- Norra Latin City Conference Center
- Centralbadet
- Franskaskolan
- Adv. kyrkan